# دهستان کاوانگ
دهستان کاوانگ (به لاتین: Kawang Gewog) یک دهستان در کشور بوتان است که در ناحیهٔ تیمفو واقع شده‌است.